# Saint-Étienne-sur-Reyssouze
Saint-Étienne-sur-Reyssouze – miejscowość i gmina we Francji, w regionie Owernia-Rodan-Alpy, w departamencie Ain.

## Demografia
Według danych na styczeń 2012 roku gminę zamieszkiwało 561 osób, a gęstość zaludnienia wynosiła 40,6 osób/km².